# AMD Virtualization
AMD Virtualization (AMD-V) – technologia przeznaczona dla maszyny wirtualnej wykorzystującej rodzinę procesorów AMD64 produkowanych z gniazdem F i AM2 polegająca na wykorzystaniu wirtualizacji – jeden komputer może uruchomić kilka wirtualnych komputerów działających z własnymi systemami operacyjnymi i zainstalowanymi programami. Oprócz wsparcia ze strony chipsetu technologia ta potrzebuje do pracy oprogramowania pośredniczącego i zarządzającego jak np. Xen, Hyper-V, VirtualBox lub VMware.
AMD-V to poszerzenie technologii AMD64 o Direct Connect Architecture, nowy model i nowe funkcje procesora i kontrolera pamięci. Rozwinięcie wyłącznie programowych rozwiązań w wirtualizacji, o rozwiązania sprzętowe, ma na celu zmniejszenie złożoności i zwiększenie bezpieczeństwa w nowych zastosowaniach.
Technologia AMD–V dostępna jest od drugiej połowy 2006 roku, pierwotnie znana pod nazwą kodową Pacifica.